# Фјумара (Ређо ди Калабрија)
Фјумара (итал. Fiumara) је насеље у Италији у округу Ређо ди Калабрија, региону Калабрија.
Према процени из 2011. у насељу је живело 1201 становника. Насеље се налази на надморској висини од 178 м.

## Становништво
Према резултатима пописа становништва 2011. у општини је живело 1.021 становника.
| 1931. | 1936. | 1951. | 1961. | 1971. | 1981. | 1991. | 2001. | 2011. |
| ----- | ----- | ----- | ----- | ----- | ----- | ----- | ----- | ----- |
| 2.100 | 2.241 | 2.293 | 2.165 | 1.822 | 1.524 | 1.402 | 1.201 | 1.021 |